# کی‌سی‌ای
کی‌سی‌ای دیوتگ (به انگلیسی: KCA DEUTAG) یک شرکت بین‌المللی خدمات نفت و گاز با فعالیت اصلی در حوزه خدمات حفاری است. دفتر مرکزی این شرکت در شهر آبردین در اسکاتلند واقع است و در سراسر دنیا بیش از ۹۰۰۰ کارمند دارد.
KCA Deutag با بیش از ۱۲۵ سال تجربه یکی از پیشروترین پیمانکاران حفاری و مهندسی در جهان است که در خشکی و فراساحل با تمرکز بر ایمنی، کیفیت و عملکرد عملیاتی کار می‌کند. این گروه از چهار بخش تشکیل شده‌است: زمین، فراساحل، RDS - متخصصان مهندسی طراحی دکل برتر ما، و سازنده دکل زمینی Bentec. این شرکت تقریباً ۱۰۰ دکل حفاری را در بیش از ۲۰ کشور کار می‌کند که تقریباً افراد در آفریقا، اروپا، روسیه، خاورمیانه، دریای خزر، آسیای جنوب شرقی و آمریکا را استخدام می‌کند.

## تاریخچه
شرکت کی‌سی‌ای در سال ۱۹۲۲ میلادی در آبردین تأسیس شد. پس از یک سلسله تغییر و تحول در سال ۱۹۷۴ میلادی به کی‌سی‌ای دریلینگ و سپس در سال ۱۹۷۷ میلادی به کی‌سی‌ای اینترنشنال تغیر نام داد.
این شرکت از سال ۲۰۰۱ میلادی با ادغام با شرکت دیوتگ به اسم فعلی کی‌سی‌ای دیوتگ خوانده می‌شود.